# Michałkowice (Silésie)
Pour la localité de la voïvodie d'Opole, voir Michałkowice (Opole).
Michałkowice est une localité polonaise de la gmina de Świerklany, située dans le powiat de Rybnik en voïvodie de Silésie.